# Ньерикер, Эбигейл
Эбигейл Ньерикер (англ. Abigail Nieriker, полное имя Abigail May Alcott Nieriker; 1840—1879) — американская художница.

## Биография
Родилась 26 июля 1840 года в городе Конкорд, штат Массачусетс. Была самой младшей из четырёх дочерей в семье Эймоса Олкотта и его жены Эбигейл Олкотт.
Её сестрой была романистка Луиза Олкотт, которая поддерживала учёбу Эбигейл в Европе и с которой у неё были теплые отношения. В своём произведении «Маленькие женщины» Луизы Олкотт описывала сестру следующим образом: «She was never so happy as when copying flowers, designing fairies, or illustrating stories with queer specimens of art».
С января 1853 года Эбигейл училась в Бостонской государственной школе Bowdoin School. С декабря 1860 года Эбигейл находилась в городе Сиракьюс, штат Нью-Йорк, где преподавала раннюю форму арт-терапии в приюте доктора Уилбура (Dr. Wilbur), ныне Сиракузская государственная школа. Приняв предложение сестры Луизы, в 1861 году в течение месяца Эбигейл преподавала в первом детском саду, основанном Элизабет Пибоди. Затем она вернулась домой и начала преподавать искусство в школе города Конкорд (Concord school), которой руководил друг её отца — Франклин Бенджамин Санборн.
Начиная с 1859 года, Эбигейл Олкотт изучала искусство в школе Музея изящных искусств в Бостоне. Она посетила Париж и некоторое время училась в Академии Жюлиана в 1870 году. Выставлялась в Париже, Лондоне и городах США. Писала преимущественно цветы, но также выполнила прекрасные копии работ Уильяма Тернера. Изучала художественную анатомию у Уильяма Риммера в Бостоне, а также училась у Уильяма Ханта. Также преподавала искусство молодому Дэниелу Френчу.
Впоследствии свою жизнь Эбигейл Олкотт разделяла между Бостоном, Лондоном и Парижем. Она создала и оборудовала в 1875 году студию для художественного центра в городе Конкорд, штат Массачусетс, с целью поддержки и продвижения новых художников. Писала маслом и акварелью. Будучи в Лондоне и изучая ландшафтное искусство, когда встретила Эрнеста Ньерикера (Ernest Nieriker) — швейцарского торговца табаком и скрипача. Они поженились 22 марта 1878 года в Лондоне. Пара провела медовый месяц в Гавре, а затем жили в парижском пригороде Мёдон. В своих письмах членам семьи Эбигейл Ньерикер выражала свое счастье семейной жизни в качестве художника в Париже. В своей книге «Studying Art Abroad, and How to do it Cheaply» (Бостон, 1879) она писала: «There is no art world like Paris, no painters like the French, and no incentive to good work equal to that found in a Paris atelier».
8 ноября 1879 года в Париже Эбигейл родила дочь, которую назвали Луиза Мэй «Лулу» (Louisa May «Lulu»). Через семь недель, 29 декабря 1879 года, Эбигейл Ньерикер умерла, возможно, от родильной горячки. По желанию Эбигейл, первоначально воспитывала дочку её сестра Луиза Мэй, так как Эрнест был занят по работе. После смерти Луизы Мэй в 1888 году, воспитание девочки продолжил её отец. Жили они в Цюрихе, Швейцария.
Эбигейл Ньерикер была похоронена на парижском кладбище Cimetiere de Montrouge (по другим данным на кладбище «Сонная лощина» города Конкорда).
В 2002 году состоялась выставка её работ «Lessons, sketching, and her dreams: May Alcott as Artist», ставшая первой крупной экспозицией после её смерти.